# 1804-es busz
Az 1804-es jelzésű autóbuszvonal távolsági autóbuszjárat Komló és Székesfehérvár között, melyet a MÁV Személyszállítási Zrt. lát el.

## Közlekedése
Tanév tartama alatt a hetek első munkanapját megelőző napon egy járat szállítja az utasokat. Útvonalának hossza 158,5 km, menetideje 3 óra 10 perc.

## Megállóhelyei
| 0  | Komló, autóbusz-állomás végállomás          | 1, 2, 3, 7, 7A, 8, 9, 9B, 10A, 17, 17B, 18B 1136 5610, 5612, 5620, 5622, 5700, 5701, 5702, 5707, 5710, 5711, 5722, 5727, 5741, 5856, 5857, 5931 |
| 1  | Mecsekpölöske, községháza                   | 5700, 5701, 5702, 5721, 5722, 5727, 5729, 5741, 5931, 5932 |
| 2  | Magyarszék, vasúti átjáró                   | 5606, 5608, 5700, 5701, 5702, 5721, 5722, 5727, 5729, 5741, 5931, 5932 |
| 3  | Oroszló, községháza                         | 1564, 1740 5516, 5606, 5608, 5700, 5701, 5702, 5722, 5727, 5729, 5932, 5934 |
| 4  | Sásd, kaposvári útelágazás                  | 1564, 1578, 1740 5516, 5606, 5608, 5700, 5701, 5702, 5722, 5727, 5729, 5750, 5931, 5934 személyvonat, Helikon InterRégió, Fenyves expresszvonat, Mecsek InterCity |
| 5  | Vásárosdombó, kisvaszari útelágazás         | 1564, 1740 5516, 5608, 5702, 5729 |
| 6  | Kaposszekcső, sásdi útelágazás              | 1564, 1740 5516, 5608, 5702, 5729 |
| 7  | Dombóvár, Hunyadi tér                       | 1, 1A, 2, 2A, 3, 5, 5A, 11, 21 1564, 1740 5515, 5516, 5524, 5608, 5702, 5729, 5923, 5924, 5925 |
| 8  | Dombóvár, autóbusz-állomás                  | 1, 1A, 2, 2A, 10, 21 1564, 1740 5431, 5438, 5502, 5503, 5505, 5510, 5515, 5516, 5524, 5608, 5702, 5707, 5729, 5923, 5924, 5925 S40, személyvonat, sebesvonat, Mecsek InterCity, Kresz Géza InterCity, Rippl-Rónai InterCity, Somogy InterCity |
| 9  | Dombóvár, kórház                            | 1, 1A, 3, 10, 11 1564, 1740 5431, 5438, 5502, 5503, 5505, 5510, 5516, 5608, 5707, 5729 |
| 10 | Kocsola, bejárati út                        | 1740 5608 |
| 11 | Nagykónyi, Nagy utca                        | 1564, 1740 5502, 5503, 5573, 5575, 5608 |
| 12 | Tamási, szolgáltatóház                      | 1173, 1506, 1740 5439, 5502, 5503, 5550, 5570, 5572, 5575, 5608, 5626 |
| 13 | Iregszemcse, községháza                     | 1173, 1740 5439, 5570, 5573, 5608, 5626, 6010 |
| 14 | Som, autóbusz-váróterem                     | 1172, 1740 5439, 5608, 5917, 6010, 6015, 6018 |
| 15 | Ságvár, Ádándi utca                         | 1172, 1740 5439, 5608, 5917, 6010, 6015, 6018 |
| 16 | Siófok, autóbusz-állomás                    | 1, 2, 2A, 7, 14A, 18 1172, 1174, 1177, 1499, 1506, 1563, 1564, 1592, 1593, 1740, 1742, 1842 5439, 5608, 5626, 5906, 5916, 5917, 6008, 6010, 6011, 6015, 6016, 6018, 6035, 6038, 6040, 6041, 6042, 6043, 6051, 6053, 6101, 7324, 8228, 8274, 8325 S30, személyvonat, sebesvonat, Déli<-parti InterRégió, Déli->parti InterRégió, Jégmadár expresszvonat, Balaton InterCity, Tópart InterCity, Agram-Tópart nemzetközi InterCity, Adria nemzetközi InterCity |
| 17 | Siófok (Szabadifürdő), vasúti megállóhely   | 2 1174, 1563, 1842 7324, 8228, 8325 S30, személyvonat, sebesvonat, Déli<-parti InterRégió, Déli->parti InterRégió, Jégmadár expresszvonat |
| 18 | Lepsény, Vasút út                           | 1173, 1174, 1563, 1842 8065, 8066, 8067, 8321 |
| 19 | Polgárdi, kislángi elágazás                 | 1173, 1174, 1563, 1842 8065, 8066, 8067 |
| 20 | Szabadbattyán, kálozi útelágazás            | 1173, 1174, 1563, 1842 8055, 8060, 8062, 8065, 8066, 8067, 8068 |
| 21 | Székesfehérvár, autóbusz-állomás végállomás | 10, 11, 12, 12Y, 13, 13A, 14, 14G, 15, 26, 26A, 36, 37, 38, 42, 43, 44, 912 1172, 1173, 1174, 1189, 1205, 1215, 1507, 1510, 1529, 1563, 1706, 1707, 1758, 1803, 1808, 1809, 1822, 1824, 1826, 1841, 1842, 1843, 1845, 1853 707, 740, 747, 748, 749, 750, 759, 7315, 8000, 8010, 8011, 8032, 8033, 8035, 8037, 8039, 8040, 8041, 8047, 8048, 8049, 8055, 8060, 8062, 8065, 8066, 8067, 8068, 8069, 8070, 8082, 8086, 8092, 8093, 8095, 8096, 8097, 8099     |